# Papstkrönung

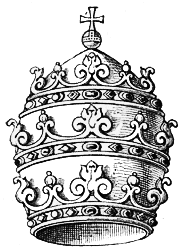
Papstkrone (Tiara)

Als Papstkrönung oder Krönung des Papstes bezeichnet man die offizielle Amtsübernahme eines Papstes, bei der ihm die Tiara auf sein Haupt gesetzt wird, sofern er nicht auf eine Krönung zugunsten einer Einführung ohne Tiara verzichtet. Papst Paul VI. war der letzte mit einer Tiara gekrönte Papst. Seit Johannes Paul I. haben alle Päpste auf eine Krönung mit einer Tiara verzichtet.

## Zeremoniell
War ein gewählter Papst noch nicht zum Bischof geweiht, so wurde binnen kürzester Zeit die Bischofsweihe durch den Kardinaldekan, also den Kardinalbischof von Ostia vorgenommen.
Bis in die Mitte des 11. Jahrhunderts fand noch vor der Krönung die Inthronisierung des Papstes auf der Kathedra Petri, dem Papstthron, statt. Diese war stets im Petersdom oder in der Basilika San Pietro in Vincoli, wo es auch eine Kathedra Petri gab. War der erwählte Papst bereits Bischof, so fand diese Zeremonie unmittelbar nach der Wahl statt. Erst hiernach war der neue Papst zur Amtsführung berechtigt. Papst Nikolaus II. verfügte jedoch 1059, dass ein Papst auch ohne diese Zeremonie zur Amtsführung berechtigt sei, dies ist zugleich der erste schriftliche Beleg für eine Papstkrönung. Nikolaus II. war wahrscheinlich auch der erste Papst, der auf diese Weise gekrönt wurde. Das Zeremoniell der Papstkrönung wurde in der Folgezeit erheblich erweitert und umfasste auch die Inthronisation.

## Krönungsmesse
Die Krönungsmesse fand zumeist am Sonntag nach der Wahl statt. Während der vorausgehenden Terz schworen die Kardinäle dem neuen Papst den Treueeid. Sie traten hierzu an den Thron des Papstes und küssten ihm die Hand. Alle anderen anwesenden Bischöfe vollzogen dies durch einen Kuss des Fußes.
Spätestens seit dem 16. Jahrhundert folgte auf diese ein dreifacher Umzug auf der Sedia gestatoria, wozu der neue Papst eine Mitra trug. Anschließend wurde vor den Augen des Erwählten ein Bündel Flachs verbrannt, wozu dem Erwählten durch den Zeremoniar das „Sancte Pater, sic transit gloria mundi“ „Heiliger Vater, so vergeht der Ruhm der Welt“ zugesprochen wurde.
Nun begann das eigentliche Papstamt am Hochaltar des Petersdomes. Nach dem Schuldbekenntnis saß der neue Papst auf einem Thron, die drei ältesten Kardinalbischöfe breiteten über ihm die Hände aus und beteten das Super electum Pontificem. Dann legte ihm der Kardinalprotodiakon das Pallium um. Nun folgte die Huldigung der Kardinäle, Bischöfe und Äbte, woran sich die Allerheiligenlitanei anschloss.

## Krönung

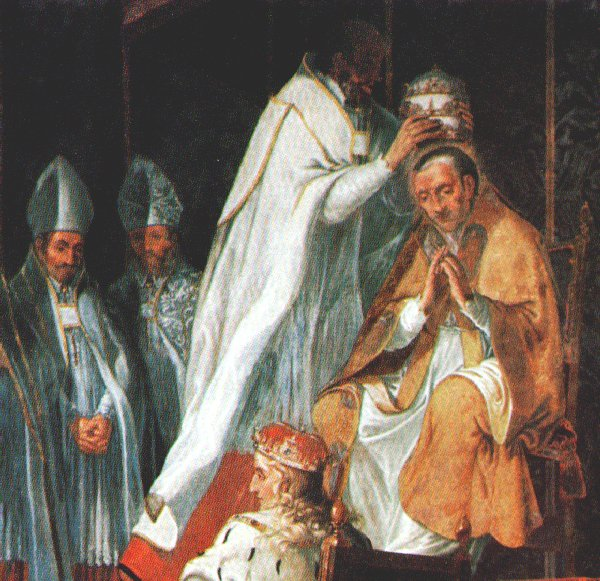
Coelestin V. wird in Rom zum Papst gekrönt

Nach dem Papstamt folgte die eigentliche Krönung. Sie fand auf der Benediktionsloggia des Petersdoms statt. Der Boden der Loggia war auf die Höhe des steinernen Geländers angehoben und wurde durch ein dünnes provisorisches Geländer gesichert, um eine bessere Sicht für die Gläubigen auf dem Petersplatz zu ermöglichen. Der Papst saß auf einem Thron, umgeben von den Flabelli, prächtigen tragbaren Fächern mit weißen Straußenfedern. Man nahm ihm die Mitra ab und der Kardinalprotodiakon setzte ihm die Tiara auf. Hierbei sprach er die Worte 

“Accipe tiaram tribus coronis ornatam, et scias te esse Patrem Principum et Regum, Rectorem Orbis, in terra Vicarium Salvatoris Nostri Jesu Christi, cui est honor et gloria in sæcula sæculorum.”

„Nimm hin diese mit drei Kronen geschmückte Tiara und wisse, dass du bist der Vater der Fürsten und Könige, Lenker des Erdkreises, auf Erden Stellvertreter unseres Erlösers Jesus Christus, welchem die Ehre und der Ruhm ist in alle Ewigkeit.“

Danach sprach der Papst mit der Tiara auf dem Haupt den Segen Urbi et orbi.
Papst Paul VI. ließ sich – als bis jetzt letzter Papst – am 30. Juni 1963 traditionell krönen, verschenkte seine Tiara aber bereits im November 1964, während des Zweiten Vatikanischen Konzils, zugunsten armer Menschen in Rom. 1975 hat er in seinem Papstwahldekret Romano Pontifici Eligendo in Punkt 92 folgendes verfügt:

„Schließlich wird der Papst vom Kardinalprotodiakon gekrönt werden, und innerhalb einer angemessenen Frist wird die Besitzergreifung der Patriarchalen Lateranbasilika stattfinden, nach dem vorgeschriebenen Ritual.“

Beginnend mit seinem Nachfolger Johannes Paul I. haben die Päpste ihre Krönung abgelehnt. Der Ritus der Papstkrönung ist jedoch formell niemals abgeschafft worden. Das Papstwahldekret von Johannes Paul II. Universi Dominici Gregis erwähnt die Krönung nicht.
Benedikt XVI. war der erste Papst, in dessen Wappen statt einer Tiara eine Mitra aufschien. Die Tiara ist aber weiterhin Bestandteil des Wappens des Heiligen Stuhles und des Staates der Vatikanstadt.